# Gaius Musonius Rufus

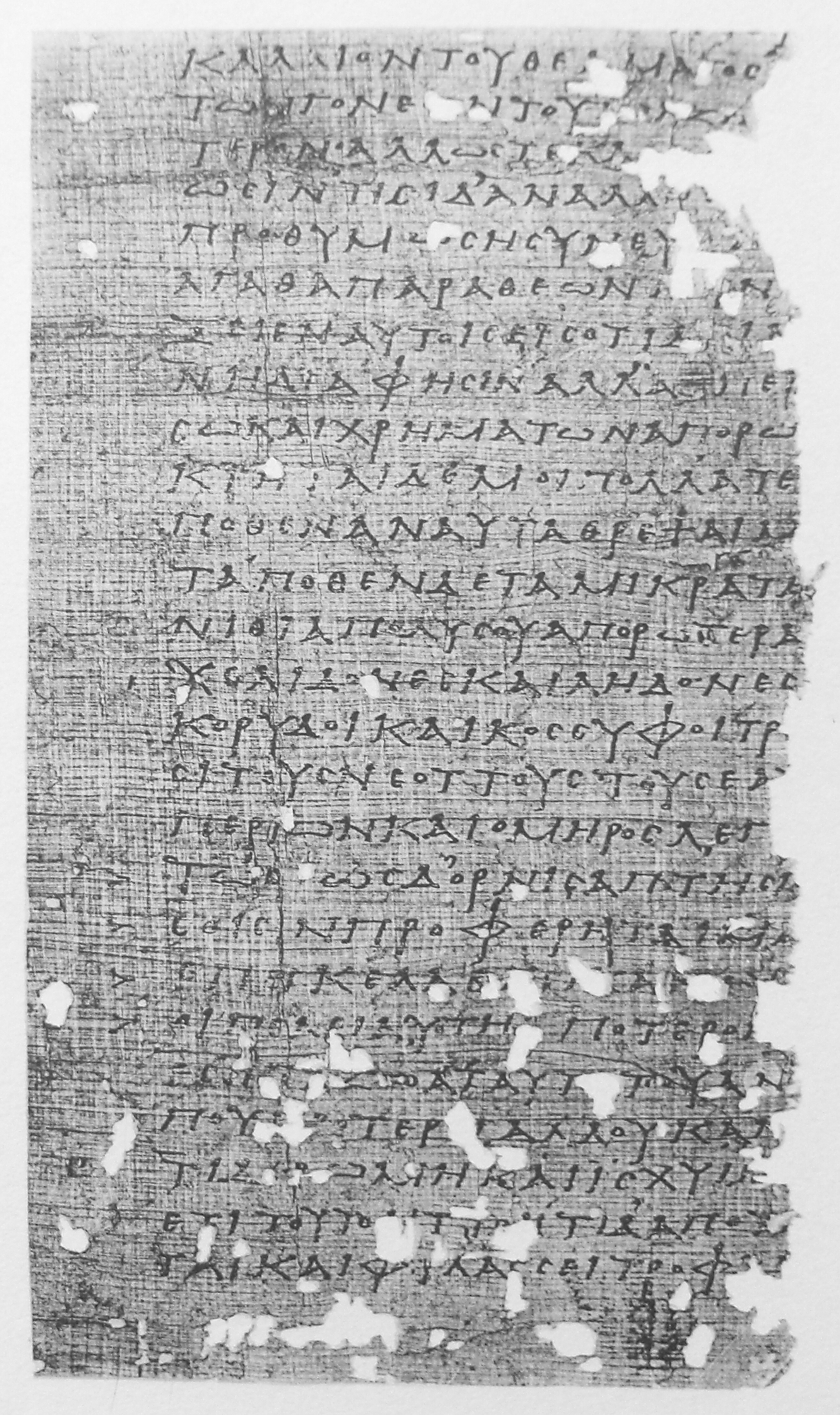
Op dit derde-eeuwse papyrusfragment P.Harr. I 1 is een deel van Voordracht 15 van Gaius Musonius Rufus te lezen.

Gaius Musonius Rufus (Oudgrieks: Μουσώνιος Ῥοῦφος) (Volsinii, vóór 30 n.Chr. - uiterlijk 102 n.Chr.) was een Romeins stoïcijns filosoof uit de eerste eeuw. Hij wordt bij de vier grote stoïcijnen van Rome gerekend doch is minder beroemd dan de andere drie (Seneca, Epictetus en Marcus Aurelius), ten dele omdat van hem geen werk uit eerste hand bestaat. Ondanks verschillende verbanningen stond hij in hoog aanzien in zijn tijd. De "Romeinse Socrates" gold als de belichaming van een moreel-filosofisch verheven leven, het beste wat die tijd te bieden had. Zijn leer was vooral gericht op ethische vragen en het aanreiken van een deugdzame levenswijze, waarbij zelfcontrole en soberheid voorop stonden. Hij is overgeleverd in 21 lezingen en 32 uitspraken.

## Levensloop
Musonius Rufus was de zoon van een Romeinse eques met de naam Capito en werd geboren in Volsinii (waarschijnlijk een voorloper van Bolsena in Etrurië). In Rome was hij al bekend als onderwijzer toen hij zich onder Nero bij de stoïcijnse oppositie tegen de tirannie van de keizer schaarde. Hij volgde Rubellius Plautus in ballingschap in het jaar 60 en kwam twee jaar later, na de dood van Plautus, terug. Doordat hij de Stoa onderrichtte en in de praktijk bracht, werd hij een gewantrouwd figuur aan Nero's hof. Zijn verbanning naar het eiland Gyaros in 65 gebeurde op de verzonnen beschuldiging van deelname aan de Pisonische samenzwering. Hij keerde terug onder Galba in 68. Wanneer Marcus Antonius Primus, de generaal van Vespasianus, oprukte naar Rome in 69, maakte Musonius Rufus deel uit van de gezanten die Vitellius naar de victorieuze generaal stuurde. Hij mengde zich onder de troepen en sprak hen toe over de zegeningen van vrede en de gevaren van oorlog, wat het soldatenvolk zo matig apprecieerde dat hij ermee moest ophouden. Nadat Vitellius de bovenhand had gehaald, bekwam Musonius de veroordeling van Publius Egnatius Celer, de stoïcijnse filosoof wiens valse getuigenis geleid had tot de dood van Barea Soranus en zijn dochter. Misschien was het rond deze tijd dat Musonius les gaf aan Epictetus, een slaaf die bij hem in de leer was gegaan en – waarschijnlijk na zijn vrijlating – zelf leraar werd. Net als Musonius begon hij wildvreemden aan te spreken op straat in de trant van Socrates, wat volgens Epictetus niet zonder gevaar was. Ook tegenover zijn leerlingen was Musonius streng: ze mochten geen tijd hebben om hem te prijzen en hij kon hen zozeer op hun fouten wijzen dat elkeen dacht door een ander verklapt te zijn.
Zo hoog werd Musonius gewaardeerd in Rome dat hij als enige filosoof gespaard werd van de algemene verbanning die Vespasianus in 71 oplegde. Enkele jaren later, misschien in 75, werd hij alsnog tot vertrek gedwongen. Pas na de dood van Vespasianus in 79 kon hij terugkeren. Over zijn overlijden weten we niets, behalve dat hij in 101-102 al dood was, want in dat jaar schreef Plinius over hem in de verleden tijd (in een brief over zijn schoonzoon Artemidorus).

## Geschriften
De Suda vermeldt lezingen van Musonius en zijn brieven aan Apollonius van Tyana. De bewaarde brieven zijn zeker niet authentiek. Het lijkt erop dat Musonius zelf niets publiceerde, maar een van zijn leerlingen, een zekere Lucius, tekende zijn leer op in de vorm van diatriben (leergesprekken). Uit die tekst extraheerde Stobaeus in de vijfde eeuw 21 lange uittreksels, waarbij de dialoogvorm werd omgezet naar korte essais. Er bestond ook een verzameling uitspraken bezorgd door Pollio, maar die is verloren. Sommige ervan komen terug onder de 32 fragmenten die Peerlkamp in 1822 verzamelde, waaronder ook materiaal dat hij aantrof bij andere schrijvers. In die scherpe citaten en anekdotes komt de toon van de originele diatriben beter uit de verf. Haast al deze geschriften zijn in het Grieks gesteld, wat niet wegneemt dat Musonius ook in het Latijn onderwees.

## Filosofie
De filosofie van Musonius, sterk gelijklopend met die van zijn pupil Epictetus, heeft een praktische inslag. Ze kan door iedereen worden gecultiveerd. De kracht van de wijsbegeerte is in staat om de corruptie van de menselijke geest te helen. Logica verwerpt hij niet, maar hij gaat in tegen de dogma's die de waan van de sofisten voeden. In stevige bewoordingen bevestigt hij de vrijheid van de rationele ziel (Oudgrieks: διάνοια / diánoia).
Daar hij filosofie beschouwt als de enige zekere weg naar een deugdzaam leven, is ethiek het hoofdbestanddeel van zijn leer. Mannen en vrouwen acht hij even capabel om deugd te begrijpen en dus in gelijke mate ertoe gehouden deugd na te streven. Hij werkt dit uit in de klassieke vier aspecten (moed, matigheid, rechtvaardigheid en wijsheid). Voor een hoogstaand leven volstaat het de natuur te volgen, maar de obstakels zijn de vooroordelen waarmee de geest van kindsbeen af wordt gevuld en de slechte gewoonten die maatschappelijk gangbaar zijn. Hij geeft voorrang aan praktijk boven leer, waarmee hij vooral doelde op reflectie, leven volgens goede regels, en het verdragen van fysieke en mentale pijn.
Een leven volgens de natuur omvat een sociale, vriendelijke ingesteldheid en tevredenheid met wat de primaire noden lenigt. Egoïsme is uit den boze. Het huwelijk is niet alleen natuurlijk, maar als grondslag van familie en staat ook nodig voor het behoud van het menselijk ras. Seks vindt hij slechts geoorloofd binnen het huwelijk en dan enkel voor zover het niet om plezier maar om voortplanting gaat. Musonius protesteert krachtig tegen het doden van zuigelingen, een ingeburgerd gebruik dat hij onnatuurlijk acht. Zijn voorschriften voor een eenvoudig leven zijn vrij gedetailleerd, met aandacht voor dieet, lichaamsverzorging, kledij en zelfs meubelen. Atypisch voor een stoïcijn raadt hij aan om vegetarisch te eten, want vlees eten is minder beschaafd, verdooft het intellect en verduistert de ziel. Hij verkiest ook rauw boven gekookt. Het sobere leven waar Musonius voor staat, maakt hem afkerig van de geneugten des levens.

## Invloed en nawerking
Musonius was bevriend met de stoïcijnse martelaren Rubellius Plautus, Barea Soranus en Thrasea. Hij genoot de bewondering van Plinius, die zijn schoonzoon Artemidorus als de grootste filosoof van zijn tijd beschouwde. Onder de leerlingen van Musonius vinden we Fundanus, Eufrates van Tyros, Timokrates van Herakleia, Athenodotos en Dio Chrysostomos, naast natuurlijk Epictetus, die hij diepgaand beïnvloedde.
Na zijn dood kon Musonius rekenen op de bijval van Hierokles en Clemens van Alexandrië, maar evenzeer van de antichristelijke keizer Julianus de Afvallige en van de sofist Filostratos, volgens wie Musonius in filosofische bekwaamheid ongeëvenaard was. Origenes was niet de enige die Musonius in een adem met Socrates noemde als exempelen van de hoogste levenswijze.
De kennis over de eminente filosoof ging echter verloren en de compilatie van Stobaeus bleef over als voornaamste getuigenis. In de 19e eeuw verzorgde Peerlkamp een eerste uitgave die ook fragmenten omvatte, waarna langzaam de interesse herleefde. In de 21e eeuw trok Musonius' humanitaire houding de aandacht, met studies naar zijn feminisme en vegetarisme.

## Uitgaven en vertalingen
- Caius Musonius Rufus, een oprechte stoïcijn, ingeleid en vertaald uit het Grieks door Simone Mooij-Valk, 2005. ISBN 9789058480620
- Musonius Rufus. Entretiens et fragments, vertaald door Amand Jagu, 1979. ISBN 9783487066288
- Musonius Rufus, the Roman Socrates, ingeleid en vertaald door Cora Elisabeth Lutz, in: Yale Classical Studies, vol. 10, 1947, p. 3-147.
- Otto Hense (red.), Musonii Rufi Reliquiae, Leipzig, 1905.
- Jacobus Venhuizen Peerlkamp (red.), C. Musonii Rufi, stoici philosophi, Reliquiae et apophthegmata, cum annotatione, Haarlem, 1822

## Voetnoten
1. 1 2  Suda s.v. Μουσώνιος.
2. ↑  Tacitus, Annales, 14.59
3. ↑  Tacitus, Annales, 15.71; Cassius Dio, Romeinse geschiedenis, 62.27; Philostratus, Vita Apollonii, 7.16.
4. ↑  Tacitus, Historiae, 3.81
5. ↑  Tacitus, Historiae, 4.10.40
6. ↑  Cf. Epictetus, Leergesprekken, 2.12.14-25
7. ↑  Epictetus, Leergesprekken, 3.23
8. ↑  Cassius Dio, Romeinse geschiedenis, 65.13
9. ↑  Plinius, Epistulae, 3.11
10. ↑  Maria Dzielska, Apollonius of Tyana in Legend and History, 1986, p. 41.
11. ↑  Stobaeus, Anthologium XXIX 78, LVI 18.
12. ↑  Bv. Aulus Gellius, Noctes Atticae, 5.1, 9.2, 16.1.; ook Epictetos en Ploutarchos.
13. ↑  J. T. Dillon, Musonius Rufus and Education in the Good Life. A Model of Teaching and Living Virtue, 2004, p. VII